# Гробница Лачин-Бека
Гробница Лачин-бека XI век — это единственный археологический раскопанный памятник домонгольского времени мемориального комплекса Шахи — Зинда, стены которого уцелели на высоту от 0,5 до 3 м по всему периметру и дают возможность судить о плане, конструкциях постройки и характеризуют самаркандскую школу зодчества в XI—XII веках. Здание было раскопано 2004 году при земляных работах в связи с благоустройством ансамбля. Находится на восточной стороне коридора, приблизительно в 15 м южнее комплекса Кусама ибн Аббаса напротив главного фасада медресе Кусамийа.

## Исторический срез

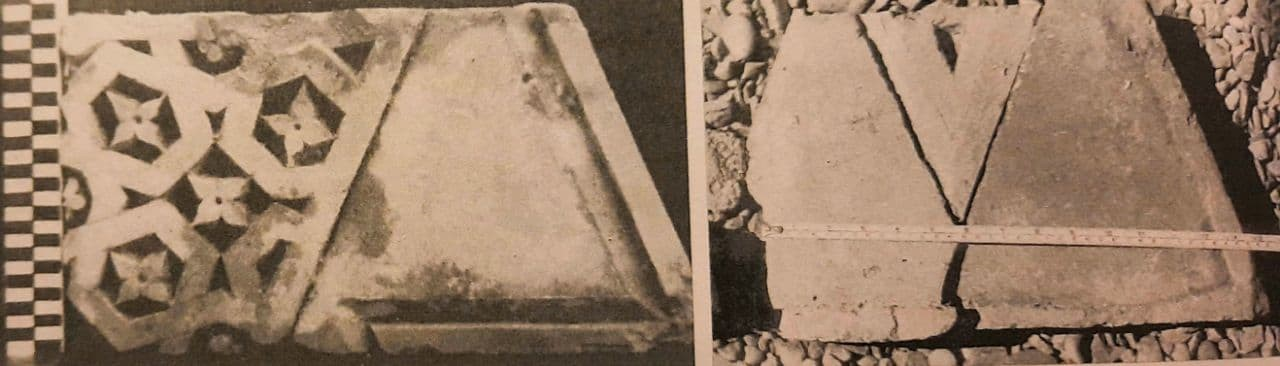
Из книги Немцевой Н. Б., Ансамбль Шахи-Зинда: история-археология-архитектура XI—XXI вв. Самарканд, 2019.

Гробница Лачин-бека — несохранившееся здание караханидского времени, которое ранее было обозначено, как «поминальная мечеть». Кроме остатков медресе Кусамийа, это единственный памятник домонгольского времени комплекса Шахи — Зинда. Указание на гробницу Лачин-бека в одном из списков вакфа XI века, хранящихся в институте востоковедения АН Республики Узбекистан, впервые обнаружила О. Д. Чехович в 60-е годы XX века. Датировка здания почти полностью определяется всем комплексом материалов первой половиной XI века. Гробница Лачин-бека названа в вакфе в числе построек у медресе Кусамийа, значит она построена до основания медресе в 1066 году, но после основания комплекса Кусама ибн Абасса. Монументальная гробница, видимо, принадлежала важной персоне, одному из городских правителей Западного каганата (бек — правитель среднего ранга, примерно 4 — й после хакана — правителя государства).

## Описание гробницы
Здание имеет подквадратный план размером 14,8 × 13,8 м снаружи, ориентировано по сторонам света. Стены толщиной 85 см сложены из характерного для Самарканда XI—XII веков прямоугольного жженого кирпича 16-18 х 28-32 х 4-5-6 см на глиняном растворе. Северная, южная и восточная стены, местами разрушенные почти до основания, максимально сохранились на высоту 1,4 м. Западная, обращенная в коридор ансамбля стена сохранилась на высоту 2.5 — 3,0 м и отличается не только лучшей сохранностью, но и особой конструкцией. В отличие от трех других, стена западного фасада установлена на широкий (1,3 м) каменно — бутовый фундамент — цоколь высотой 1,2 м, сложенный на кыровом водоотталкивающем растворе. Снаружи каменно — бутовая кладка выступает от стены на 10 −15 см, внутри на 35-36 см. Стена армирована продольными деревянными связями. Каменно — бутовая кладка с обеих сторон облицована двумя — тремя рядами жженого прямоугольного кирпича, установленного плашмя. Снаружи (западная сторона) выступающая кладка из каменного бута являлась цоколем, на который когда — то, видимо, был установлен декор главного фасада. Со стороны интерьера выступ бутовой кладки фиксирует уровень пола. Особая инженерная конструкция западной стены из каменного бута в основании была, видимо, связана с её несущей функцией. Вскрытое здание было обращено западным фасадом на улицу — дорогу, вдоль которой развивался ансамбль Шахи — Зинда на всех этапах.

## Главный западный фасад
Наружный выступ 12 — 15 см каменно — бутового цоколя главного фасада являлся полочкой для установки облицовочных плит. Весь фасад, судя по археологическим раскопкам, был покрыт декором из резной неполивной терракоты.
Уникальные подтреугольной формы тяжелые массивные плиты, найденные при раскопках, вероятнее всего относятся к зданию гробницы. Плиты покрыты крупным гравированным узором — цепочкой перлов, на угол поставлеными квадратиками, крупным гирихом с цветочным заполнением в сочетании с гладкой поверхностью стены. Эти тяжелые плиты могли облицовывать цоколь главного фасада.

## Конструкция и инженерные приемы
В интерьере здания следов декора нет. В западной стене, в 70 см от пола справа от входного вестибюля сохранились две глухие ниши шириной 105 см и глубиной 50 см. Это обычные в культовом зодчестве ниши для светильников и других хозяйственных нужд. Здание, как показывает западная стена, представляла собой беспортальную постройку фасадного типа с входом на центральной оси. Антовые стены со стороны интерьера, судя по всему, образовывали своего рода входной вестибюль, проем которого находился примерно в 1,2 м от уровня дневной поверхности комплекса Шахи — Зинда XI века и вход разрешался с помощью приставных ступеней — прием, известный в архитектуре Средней Азии. Наиболее сложным в реконструкции остатков здания является вопрос его перекрытия. Расстояние между антовыми стенами в 1,3 м и длина антовых стен в 1,3 м образовывали в основе квадрат, который мог быть перекрыт любым известным в средние века способом (свод, куполок). Боковые «карманы» по сторонам входного вестибюля могли быть перекрыты сводами. Остается неясным, как была перекрыта основная часть здания. Большой пролёт и тонкие стены в 85 см в данном случае вызывают сомнения в перекрытии куполом. В Средней Азии известен вариант погребального сооружения, где перекрытия не было вообще. Это родовые открытые площадки типа «хазира» (архитектурная ограждение), имеющие ограду, иногда портальный вход в ограде и даже михраб. Касательно гробницы вариант «хазира» маловероятен, но не исключен. Атрибуция здания как погребального не вызывает сомнений. Весь интерьер здания под полом был заполнен могилами разного типа. Одно из центральных погребений было наиболее ранним, оно особо было подчеркнуто выкладкой из специального формованного крупного квадратного кирпича и, может быть, являлось главным. Под этой центральной могилой шел культурный слой периода обживания территории в IX—X веках со всеми признаками быта — бадрабы, холодильная подземная тугхана (погреб) для хозяйственных нужд. Таким образом, датировка здания по всем свидетельствам и материалам первая половина — середина XI века.

## Архитектурный тип
Типология вскрытого мавзолея фасадного типа оригинальна. План и конструкции его не имеют прямых аналогов в средневековой архитектуре Средней Азии. Мавзолеи фасадного, беспортального типа не получили большого распространения (или не дошли до нас), но все же известны в Средней Азии. Подквадратный план здания с разницей в 1 м, выступающие в интерьер антовые стены входного вестибюля уникальны. Это один из видов фасадного типа мавзолеев, может быть, отображавших особенности самаркандской школы зодчих. Вскрытая в комплексе Шахи — Зинда гробница показывает, что не только гражданская архитектура Средней Азии XI—XII веков была в каждом отдельном случае своеобразна, но и более унифицированные мемориальные здания (наиболее распространенный портально — купольный тип) отражали индивидуальный творческий почерк местных зодчих, которые не всегда следовали известным образцам, но, развивая творческие идеи в рамках строительного искусства эпохи, создавали новые произведения зодчества.